# Председник Савезне владе Савезне Републике Југославије
Председник Савезне владе СРЈ био је шеф владе у Савезној Републици Југославији од 1992. до 2003. године.
Од 2003. у Србији и Црној Гори, био је познат под називом председник Савета министара Србије и Црне Горе. Канцеларија је спојена од 2003. након стварања СЦГ и уставних промена са канцеларијом председника Србије и Црне Горе, тиме је једна особа држала функцију и председника и премијера.

## Први министри
- СР Југославија
  - Милан Панић (14. јул 1992 — 9. фебруар 1993) (нез.)
  - Радоје Контић (9. фебруар 1993 — 19. мај 1998) (ДПС ЦГ)
  - Момир Булатовић (19. мај 1998 — 4. новембар 2000) (СНП ЦГ)
  - Зоран Жижић (4. новембар 2000 — 24. јул 2001) (СНП ЦГ)
  - Драгиша Пешић (24. јул 2001 — 7. март 2003) (СНП ЦГ)
- Србија и Црна Гора
  - Светозар Маровић (7. март 2003 — 3. јун 2006) (ДПС ЦГ)